# Fantasy-Jahr 1959
Übersicht

◄◄ | ◄ | 1955 | 1956 | 1957 | 1958 | Fantasy-Jahr 1959 | 1960 | 1961 | 1962 | 1963 | ► | ►►

Weitere Ereignisse

## Neuerscheinungen Filme
| Deutscher Titel                       | Deutschsprachiges Erscheinungsjahr | Originaltitel                      | Regie             | Anmerkungen |
| ------------------------------------- | ---------------------------------- | ---------------------------------- | ----------------- | ----------- |
| Das Geheimnis der verwunschenen Höhle | 1987                               | Darby O’Gill and the Little People | Robert Stevenson  |             |
| Peterchens Mondfahrt                  | -                                  | -                                  | Gerhard F. Hering |             |
| Der unheimliche Zotti                 | 1959                               | The Shaggy Dog                     | Charles Barton    |             |

## Neuerscheinungen Fernsehserien
- Alcoa Presents: One Step Beyond, 1959–1961

## Geboren
- Susanna Clarke
- Steven Erikson
- Jennifer Fallon
- Ed Greenwood
- William King
- R. A. Salvatore
- Michael Scott
- Lisa Smedman